# Pedro de Ribadeneira
Pedro de Ribadeneira (también escrito Rivadeneira o Ribadeneyra), S.J. (Toledo, 1 de noviembre de 1527 - Madrid, 22 de septiembre de 1611) fue un biógrafo, historiador de la Iglesia y escritor ascético español del Siglo de Oro.

## Biografía
Nacido como Pedro Ortiz de Cisneros, adoptó el apellido de su abuela materna, oriunda de la Riba de Neira (Galicia). Era hijo de Álvaro Ortiz de Cisneros (también conocido como Álvaro Fusillo) y Catalina de Villalobos, una familia de escasos recursos, de origen converso.

### Formación (1539-1555)
En 1539 viajó a Roma como paje en el séquito del cardenal Farnesio y allí, en una escapada, visitó la casa de los jesuitas en Roma y conoció a san Ignacio de Loyola, que le convenció para que entrara en la Compañía de Jesús (cosa que hizo el 18 de septiembre de 1540) y en donde el de Loyola le mantuvo siempre entre sus preferidos.
El 28 de abril de 1542 marchó a París, junto a otro compañero, Esteban Díaz, a emprender sus estudios en el colegio de Santa Bárbara. El estallido de conflictos entre Carlos V y Francisco I le obligó a salir hacia Flandes. Estudio en Lovaina (1542-1543), Roma (1543-1545) y Padua (1545-1549). Fue profesor de retórica en Palermo (Sicilia) durante tres años siendo prefecto de estudios. De nuevo en Roma, en 1552, dio el 28 de octubre el discurso inaugural en el Colegio Germánico ante un público repleto de cardenales y prelados eclesiásticos. Acabados sus estudios, se ordenó sacerdote.

### Mediaciones y diplomacia (1555-1574)
Entre 1555-1574 cumplió misiones de la orden en distintos puntos de Europa de carácter diferente. Introdujo la Compañía en Bélgica (1556) y estuvo algún tiempo en Inglaterra en tiempo de María Tudor. 
Realizó distintas misiones diplomáticas en Italia, Francia y Flandes, y adquirió gran fama como predicador. La elección de Everardo Mercuriano como general de la Compañía en 1573, a instancias del papa Gregorio XIII, marcó el inicio de una campaña contra los conversos que alejaría de los puestos de poder en Roma a una gran cantidad de jesuitas españoles de ascendencia conversa, incluido Ribadeneira.

### Escritor (1574-1611)
Así, a los cuarenta y ocho años, cuando era ya asistente por España y Portugal del general de la orden, es enviado a Toledo, donde iniciará la redacción de su obra, que continuará tras instalarse en Madrid en 1589. Aunque escribió algunas obras en latín, muchas de ellas las tradujo él mismo al castellano.

## Obras
Es autor de una importante bibliografía especializada de escritores jesuitas, con el título de Illustrius scriptorum religionis Societatis Iesu catalogus (Amberes, Plantin, 1608, aunque algunos afirman que hubo una edición previa en 1602), tarea en la que fue ayudado por su amigo y correligionario Juan Moreto, que realizó los índices. Se hicieron en vida suya varias reediciones ampliadas, una en Lyon, 1609, y otra en Amberes, 1611.
Entre las biografías que escribió destaca la Vita beati patris Ignatii Loyolae una hagiografía de San Ignacio de Loyola, al que tan bien conocía. La redactó primeramente en latín (1572) y luego en castellano (1583), y fue rápidamente traducida al alemán, francés, italiano y flamenco. Las versiones ilustradas de esta obra, elaboradas por el taller de Jan Baptist Barbé «a partir de diseños atribuidos a Peter Paul Rubens», obtuvieron una amplia difusión de la incipiente imagen institucional jesuita.
También escribió las biografías de San Francisco de Borja o Borgia y del padre Diego Laínez (1594). 
En 1599 y 1601 aparecieron los dos volúmenes de su Flos sanctorum o Libro de las vidas de los santos, que alcanzó mucho éxito. Era conocido hasta 1790, fecha en la cual se hizo una reedición en Barcelona, aumentada por Juan Eusebio Nieremberg.
Fue asimismo muy popular su Historia eclesiástica del cisma del reino de Inglaterra (Madrid, 1588), donde utiliza fuentes de otros autores, así como su propia experiencia, ya que estuvo en Inglaterra y trató a católicos ingleses perseguidos que se habían refugiado en Bélgica. Igualmente compuso una obra política: Tratado de la religión y virtudes que debe tener el príncipe cristiano para gobernar y conservar sus Estados. Contra lo que Nicolás Machiavelo y los políticos de este tiempo enseñan (Madrid, 1595), donde se oponía a la razón de estado de Maquiavelo e incluso a la versión moderada de este que suponía el tacitismo.
Como escritor ascético, su obra más significativa es el Tratado de la tribulación (Madrid, 1589), de sesgo senequista, donde propone remedios contra la adversidad, que por entonces tenía ya reflejo histórico. Es una obra escrita en prosa admirable, recorrida por un viento de tristeza que produce en momentos cumbres de belleza. Además, escribió un Manual de oraciones para uso y aprovechamiento de la gente devota. Tradujo Las Confesiones del glorioso doctor de la Iglesia San Agustín, traducidas de latín en castellano, 1596. Parte de sus escritos se hallan en Las obras del P. Pedro de Ribadeneyra de la Compañía de Jesús, agora de nueuo reuistas y acrecentadas. Madrid, 1595, otra edición en 1605, reeditadas en la Biblioteca de Autores Españoles (Madrid, 1945).
Es de destacar también su Vida y misterios de Cristo Nuestro Señor, en ediciones diversas, por ejemplo, en Madrid, Apostolado de la Prensa, 1923.

### Primaria
- de la Fuente, Vicente (1868). Obras escogidas del Padre Pedro de Rivadeneira. Biblioteca de autores españoles, desde la formacion del lenguaje hasta nuestros dias (60). Madrid: M. Rivadeneira. Consultado el 24 de junio de 2023.
- Ribadeneyra, Pedro de; Aguirre, Olalla; Azpeitia, Javier (2000). Vidas de santos: antología del "Flos Sanctorum". Rescatados. Lengua de trapo. ISBN 978-84-89618-55-8. Consultado el 24 de junio de 2023.
- Ruiz Jurado, Manuel (2001). Diccionario histórico de la Compañía de Jesús (4 volúmenes): biográfico-temático 4. Universidad Pontificia Comillas. pp. 3345-3346. ISBN 84-8468-040-1. Consultado el 24 de junio de 2023.

### Secundaria
- Diccionario de literatura española, Madrid: Revista de Occidente, 1964 (3.ª ed.)